# James Cranstoun
Pour les articles homonymes, voir Cranstoun.
James Cranstoun, 8e Lord Cranstoun (en), né en 1755 et mort le 22 septembre 1796 à Bishop's Waltham, est un officier de la Royal Navy.
Il a participé à la guerre d'indépendance des États-Unis et aux guerres de la Révolution française.
Nommé gouverneur colonial de la Grenade en 1796, il meurt avant sa prise de fonction.